# James Doohan
James Montgomery Doohan (Vancouver, 3 marzo 1920 – Redmond, 20 luglio 2005) è stato un attore e glottoteta canadese, noto per aver interpretato Montgomery Scott (Scotty) nel franchise di fantascienza Star Trek.

## Biografia

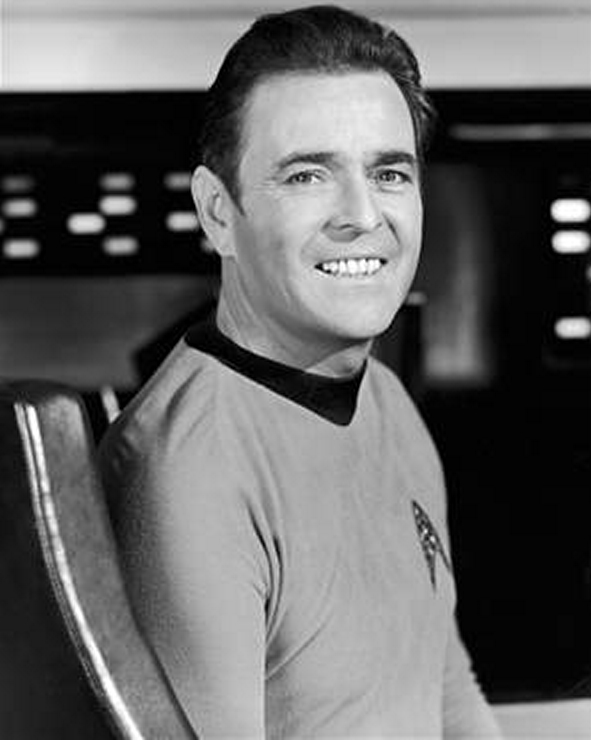
James Doohan in una foto promozionale della serie Star Trek (1966)

Cresce a Sarnia, nell'Ontario (Canada). Durante lo sbarco in Normandia, come membro della Royal Canadian Artillery, perde il dito medio della mano destra. In due episodi della serie televisiva Star Trek si può vedere questa sua menomazione: ne Il gatto nero (Catspaw, 1967) e Animaletti pericolosi (The Trouble with Tribbles, 1967), così come nei film Star Trek III - Alla ricerca di Spock (Star Trek III: The Search for Spock, 1984) e Star Trek V - L'ultima frontiera (Star Trek V: The Final Frontier, 1989).
La sua carriera televisiva ha inizio con il personaggio di Phil Mitchell nella serie televisiva di fantascienza Jason of Star Command (1953) di Murray Chercover, percorrendo, al contempo, anche altri percorsi artistici che lo hanno visto come comparsa in altre serie televisive quali, ad esempio, Vita da strega (Bewitched). Il successo tuttavia giunge tredici anni e dodici film dopo, quando viene chiamato a interpretare il ruolo di Montgomery Scott (detto "Scotty") nella serie televisiva Star Trek, creata da Gene Roddenberry. Malgrado abbia interpretato più di 40 film, fra cinema e TV, Doohan viene ricordato per il suo ruolo di "Scotty". Nel 1984 partecipa insieme con Marc Okrand alla creazione della lingua klingon. Nel 1993 e nel 1998 interpreta il personaggio di Damon Warwick per la soap opera Beautiful. Il suo ultimo ruolo importante da attore è del 1999 in Il duca (The Duke) di Philip Spink, mentre nel 2005, dopo 6 anni di assenza dagli schermi, ha un piccolo ruolo in Skinwalker: Curse of the Shaman di Steve Stevens Jr..
Il 31 agosto 2004 Doohan ottiene una stella col proprio nome sulla Hollywood Walk of Fame. Nel luglio del 2004 gli viene diagnosticata la malattia di Alzheimer, mentre il 20 luglio del 2005 muore per polmonite. Le sue ceneri, secondo le sue volontà, sono state inviate nello spazio il 28 aprile 2007 ma il lancio è fallito. Un nuovo lancio, il 22 maggio 2012, ha portato in orbita le ceneri residue dell'attore nel secondo stadio del missile Falcon 9 lanciato con la navicella spaziale privata Dragon dalla base di Cape Canaveral.

## Filmografia parziale

### Attore

#### Cinema
- Letti separati (The Wheeler Dealers), regia di Arthur Hiller (1963) - non accreditato
- Le ultime 36 ore (36 Hours), regia di George Seaton (1965) - non accreditato
- Febbre sulla città (Bus Riley's Back in Town), regia di Harvey Hart (1965)
- Stazione 3: top secret (The Satan Bug), regia di John Sturges (1965) - non accreditato
- Il mosaico del crimine (Jigsaw), regia di James Goldstone (1968)
- ...E dopo le uccido (Pretty Maids All in a Row), regia di Roger Vadim (1971)
- Uomo bianco, va' col tuo dio (Man in the Wilderness), regia di Richard C. Sarafian (1971)
- Star Trek (Star Trek: The Motion Picture), regia di Robert Wise (1979) - Montgomery Scott
- Star Trek II - L'ira di Khan (Star Trek II: The Wrath of Khan), regia di Nicholas Meyer (1982)
- Star Trek III - Alla ricerca di Spock (Star Trek III: The Search for Spock), regia di Leonard Nimoy (1984)
- Star Trek IV - Rotta verso la Terra (Star Trek IV: The Voyage Home), regia di Leonard Nimoy (1986)
- Star Trek V - L'ultima frontiera (Star Trek V: The Final Frontier), regia di William Shatner (1989)
- Star Trek VI - Rotta verso l'ignoto (Star Trek VI: The Undiscovered Country), regia di Nicholas Meyer (1991)
- Doppio guaio a Los Angeles (Double Trouble), regia di John Paragon (1992)
- Palle in canna (Loaded Weapon 1), regia di Gene Quintano (1993)
- Star Trek - Generazioni (Star Trek: Generations), regia di David Carson (1994) - cameo
- Bug Buster, regia di Lorenzo Doumani (1998)
- Through Dead Eyes, regia di Robert Brody (1999)
- Il Duca (The Duke), regia di Philip Spink (1999)
- Skinwalker: Curse of the Shaman, regia di Steve Stevens Jr. (2005)

#### Televisione
- Actor's Studio – serie TV, episodio 2x25 (1950)
- Gunsmoke – serie TV, episodio 8x03 (1962)
- The New Breed – serie TV, episodi 1x25-1x36 (1962)
- G.E. True – serie TV, episodi 1x19-1x20 (1963)
- The Gallant Men – serie TV, episodio 1x20 (1963)
- Ai confini della realtà (The Twilight Zone) – serie TV, episodio 4x03 (1963)
- Il virginiano (The Virginian) – serie TV, episodi 1x19-4x14 (1963-1965)
- Gli inafferrabili (The Rogues) – serie TV, episodio 1x10 (1964)
- Ben Casey – serie TV, episodio 4x10 (1964)
- Convoy – serie TV, episodio 1x05 (1965)
- Peyton Place – serie TV, 27 episodi (1965-1967)
- A Man Called Shenandoah – serie TV, episodio 1x33 (1966)
- Codice Gerico (Jericho) – serie TV, episodio 1x08 (1966)
- Star Trek – serie TV, 66 episodi (1966-1969) - Montgomery Scott
- Jason of Star Command – serie TV, 16 episodi (1978)
- Tarzan and the Super 7 – serie TV, 33 episodi (1978-1979)
- Magnum, P.I. – serie TV, episodio 3x22 (1983)
- Indagine ad alta velocità (Knight Rider 2000), regia di Alan J. Levi – film TV (1991)
- Star Trek: The Next Generation – serie TV, episodio 6x04 (1992)
- MacGyver – serie TV, episodio 6x07 (1991)
- Beautiful (The Bold and the Beautiful) – soap opera, 13 episodi (1996-1997)

### Doppiatore

#### Cinema
- Willy McBean and His Magic Machine, regia di Arthur Rankin Jr. (1965)
- Storybook - Il libro delle favole (Storybook) regia di Lorenzo Doumani (1996)

#### Televisione
- Star Trek - serie animata, 22 episodi (1973-1974)
- Duckman: Private Dick/Family Man - serie TV, episodio 4x27 (1997) - Kardassian

#### Videogiochi
- Star Trek 25th Anniversary (1992) - Montgomery Scott
- Star Trek: Judgment Rites (1993) - Montgomery Scott
- Generations (1997) - Montgomery Scott

## Riconoscimenti

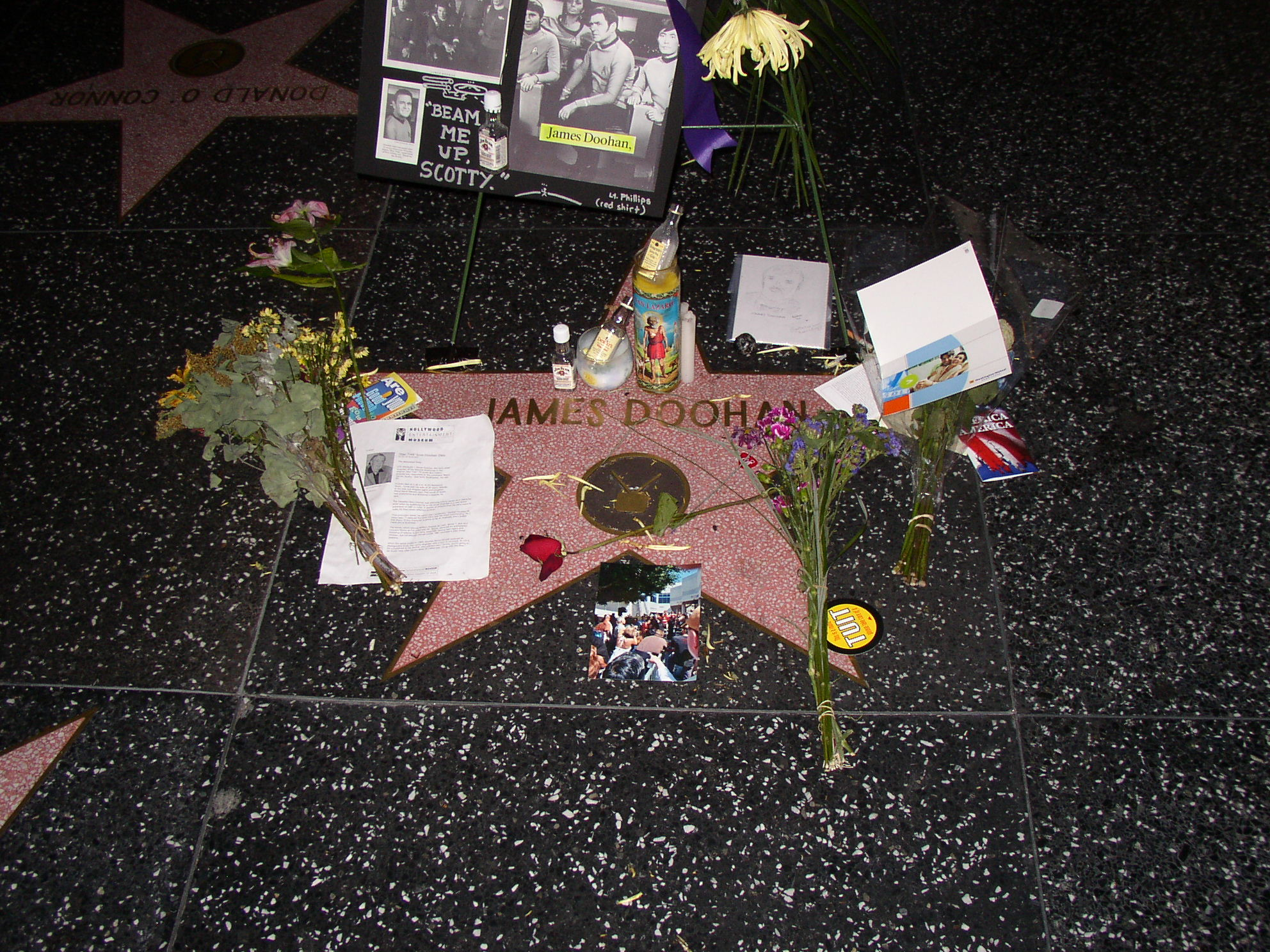
Stella di Doohan sulla Hollywood Walk of Fame

- Academy of Science Fiction, Fantasy & Horror Films
  - 1987 – Candidatura come Miglior attore non protagonista per Rotta verso la Terra
- Hollywood Walk of Fame
  - 2004 – Television, al 7021 di Hollywood Boulevard
- SFX Awards
  - 2003 – Premio alla carriera

## Doppiatori italiani
Nelle versioni in italiano delle opere in cui ha recitato, James Doohan è stato doppiato da:
- Sergio Fiorentini in Star Trek (film 1979), Rotta verso la Terra
- Arturo Dominici in Star Trek II - L'ira di Khan, Star Trek III - Alla ricerca di Spock
- Renato Mori in Star Trek V - L'ultima frontiera, Star Trek: The Next Generation
- Orlando Mezzabotta in Star Trek (film 1979, scene aggiunte)
- Enrico Carabelli in Star Trek (serie TV) (1ª voce)
- Diego Reggente in Star Trek (serie TV) (2ª voce)
- Mario Bardella in Rotta verso l'ignoto
- Giorgio Lopez in Generazioni
- Sergio Graziani in Letti separati
- Goffredo Matassi in Palle in canna

Da doppiatore è sostituito da:
- Giancarlo Padoan in Star Trek (serie animata) (ep. 1x01, 1x04, 1x05, 1x06, 1x07, 1x08, 2x01)
- Sandro Sardone in Star Trek (serie animata) (ep. 1x02, 1x03, 1x10, 1x12, 2x03, 2x04)
- Vittorio Di Prima in Star Trek (serie animata) (ep. 1x09, 1x11, 1x13, 1x15, 2x02, 2x05, 2x06)